# Erwin Keller
Pour les articles homonymes, voir Keller.
Erwin Keller est un joueur de hockey sur gazon allemand né le 8 avril 1905 à Concepción (Chili) et mort le 31 juillet 1971 à Berlin-Ouest.
Il a remporté la médaille d'argent aux Jeux olympiques d'été de 1936 à Berlin. Son fils Carsten est également champion olympique en 1972 à Munich. Les trois enfants de Carsten sont  médaillés olympiques : Andreas, champion olympique à Barcelone et médaillé d'argent à Los Angeles et à Séoul, Natascha, championne olympique à Athènes et porte-drapeau de la délégation allemande à Londres et Florian a gagné également la médaille d'or à Pékin.